# Herb powiatu wrocławskiego
Herb powiatu wrocławskiego – jeden z symboli powiatu wrocławskiego, ustanowiony 8 czerwca 1999

## Wygląd i symbolika
Herb przedstawia na tarczy w polu złotym czarnego orła z sierpową, półksiężycową srebrną przepaską poprzez pierś i skrzydła o spiczastych zakończeniach.